# Kücsük Mohammed kán
Kücsük Mohammed (tatárul Кече Мөхәммәд, †kb. 1459) az Arany Horda utolsó kánja. Neve Kis Mohammedet jelent, így különböztették meg Olugh Mohammed, Nagy Mohammed kántól, akitől kétszer is elorozta a Horda trónját.  

## Harca a trónért
Kücsük Mohammed Temür kán fia volt. Az Arany Horda utolsó évtizedeiben dúló belháborúban ő is trónkövetelőként lépett fel. Az 1400–1410-es évek „erős emberének”, Edögej emírnek a két fia, Gázi és Naurusz támogatta; előbbit beglerbégjének is kinevezte. Ezenkívül jelentős támogatottsággal bírt a mai Asztrahany környéki Hadzsi-Tarhan vidékén. 1428-ban lépett fel nyíltan az akkori kán, Olugh Mohammed ellen. A rossz időjárás miatt éhség dúlt a Volga vidékén, az Arany Horda központi területein és sokan a trónkövetelő mellé álltak. Közel volt már a győzelme, amikor Naurusz valamilyen sérelem miatt seregeivel együtt átállt Olugh Mohammed oldalára, így annak sikerült megtartania hatalmát.

## A háromfelé szakadt kánság
Négy évvel később, 1432-ben Kücsük Mohammed újból próbálkozott; ekkor rajta kívül a Krímben is jelentkezett egy trónkövetelő: Szejjid Ahmed. Olugh Mohammed ekkor kiegyezett Kücsük Mohammeddel, átadta neki a fővárost, Szarajt és a Volga-mentét, magának pedig az északnyugati, orosz fejedelemségekkel határos, és a Fekete-tengertől északra fekvő országrészt tartotta meg. Kücsük Mohammed hatalma gyakorlatilag csak a Volga alsó folyására és a fővárosra terjedt ki, ettől északra ekkor már kezdett függetlenedni a leendő Kazanyi Kánság. 1434 és 1436 között három kán uralkodott az Arany Hordában, mert a Krím Szejjid Ahmed kezében maradt. 1434-ben II. Vaszilij moszkvai nagyfejedelem mindhármuknak kifizette az adót, bár Giosafat Barbaro velencei követ szerint a névleges vezetője az államnak Olugh Mohammed volt.

## Az Arany Horda felbomlása
1436–37-ben felborult a hatalmi egyensúly. Naurusz nem volt elégedett Olugh Mohammeddel és visszatért Kücsük Mohammedhez. A meggyengült Olugh Mohammedet előbb Szejjid Ahmed, majd Kücsük Mohammed is megtámadta. A távollétét kihasználva, a kazanyi helytartó, Gijász ad-Dín elfoglalta a fővárost, mire Kücsük Mohammed visszafordult és kiszorította Szarajból a bitorlót (aki valószínűleg meg is halt). Olugh Mohammed támadói elől a vezető nélkül maradt Kazanyba menekült, ahol megalapította a Kazanyi Kánságot és a későbbiekben nem pályázott az Arany Horda káni címére. Kücsük Mohammed fő ellenfele a továbbiakban Szejjid Ahmed maradt, aki a maga uralta, Volgától Dnyeperig húzódó területeken a Nagy Hordát alapította meg. 1440 körül a Krím is önállósult Haddzsi Giráj vezetésével. 
Kücsük Mohammed valószínűleg 1459-ben halt meg. Ebből az évből ismert utolsó pénze, 1460-ban pedig az orosz krónikák már fiát, Ahmatot nevezik kánnak. Másik fia, Mahmúd az Asztrahanyi Kánság alapítója. Halálával az Arany Horda megszűnt létezni, utódjának a Nagy Hordát tartják.

## Fordítás
- Ez a szócikk részben vagy egészben  a(z)   Кичи-Мухаммед című orosz Wikipédia-szócikk ezen változatának fordításán alapul.  Az eredeti cikk szerkesztőit annak laptörténete sorolja fel. Ez a jelzés csupán a megfogalmazás eredetét és a szerzői jogokat jelzi, nem szolgál a cikkben szereplő információk forrásmegjelöléseként.